# Ángel De los Santos
Ángel De Los Santos Cano (Huelva, 3 novembre 1952) è un ex calciatore spagnolo, di ruolo centrocampista.

## Palmarès

### Club

#### Competizioni nazionali
- Campionato spagnolo: 1

Real Madrid: 1979-1980
- Coppa di Spagna: 2

Real Madrid: 1979-1980, 1981-1982
- Copa de la Liga: 1

Real Madrid: 1985

#### Competizioni internazionali
- Coppa UEFA: 1

Real Madrid: 1984-1985